# Aeroport Vnukovo (stanice metra v Moskvě)
Aeroport Vnukovo (rusky Аэропорт Внуково) je stanice moskevského metra na Kalininsko-Solncevské lince, která byla zprovozněna dne 6. září 2023 v rámci úseku Rasskazovka - Aeroport Vnukovo. Je pojmenována po letišti, v blízkosti kterého se nachází. Je to západní konečná stanice na této lince, zároveň je to i nejzápadnější stanice metra v Moskvě a jedna z pěti koncových stanic, za kterými se nenachází koleje umožňující obrat vlaků. To znamená, že není určena kolej pro výstup ani nástup vlaků.

## Charakter stanice
Stanice Aeroport Vnukovo se nachází ve čtvrti Vnukovo pod parkovištěm u letiště Vnukovo. Stanice disponuje jedním podzemním vestibulem, který je napojen na podchod, který propojuje 1. Rejsovou ulici (1-я Рейсовая улица) a samotné letiště. Pasažéři nemusí vycházet ven, jelikož podchod ústí přímo do budovy letiště. Z podchodu je možné dojít i na nástupiště Aeroexpressu - expresního vlakového spoje, který propojuje letiště s moskevským Kyjevským nádražím.
Design stanice odráží design terminálu A na letišti Vnukovo a je věnován civilnímu letectví, konkrétně historii Tupolevovy konstrukční kanceláře, po které je pojmenováno i samotné letiště. Stěny stanice podle zdobí tematické kresby vytvořené technikou digitálního tisku na hliníkové panely - desítky letadel létají nad mapou Ruska a na stěnách nad kolejištěm jsou vyobrazeni letečtí konstruktéři - jejich tvůrci. Tato umělecká kompozice nazvaná „Civilní letadla Tupolevova konstrukční kanceláře a jejich tvůrci“ se nachází u vchodu na nástupiště, zatímco hlavní část stanice má dynamický vzhled díky hliníkovým panelům složitého tvaru, které lemují stěny a strop. Jejich geometrie a „kovový efekt“ jsou odkazem na aerodynamický design letadel, tento obraz doplňují tmavě modré prvky a matné lampy. Vestibul je zhotoven v podobném stylu, strop je pokryt hliníkovými panely a svítidla ve formě linek slouží jako doplňková navigace pro cestující.